# Planell de les Vinyes
El Planell de les Vinyes és una petita plana agrícola antigament dedicada a la vinya del terme municipal de Conca de Dalt, a l'antic terme de Toralla i Serradell, al Pallars Jussà, en territori que havia estat del poble d'Erinyà.
Es troba al nord-oest d'Erinyà, al sud-est de l'extrem oriental de les Roques de Carbes, de Sant Joan de Graus i de l'Alzinar, al nord-est de lo Comadró de Gasparó, al nord de lo Pou i a ponent de Pujols.